# 15-cm sIG 33 (Sf) auf Panzerkampfwagen I Ausf B
Pour les articles homonymes, voir Bison (homonymie).
Le 15-cm sIG 33 (Sf) auf Panzerkampfwagen I Ausf B, également appelé Sturmpanzer I « Bison », était un canon d'assaut utilisé par l'Allemagne durant la Seconde Guerre mondiale. Basé sur le châssis du Panzer I, son rôle était d'apporter un appui feu puissant et mobile à l'infanterie.

## Conception et développement
L'invasion de la Pologne en 1939 a rapidement démontré que les unités d'infanterie utilisant l'obusier lourd remorqué sIG 33 avaient beaucoup de difficultés à rester au contact de leurs chars durant le combat, ce canon étant très lourd à manœuvrer. La solution la plus simple fut donc de poser un obusier sIG 33 complet (avec roue et bouclier) sur un châssis de Panzer I Ausf. B juste dépourvu de sa tourelle.
Afin d'assurer un minimum de protection au canon et au tireur contre les armes légères et les éclats d'obus, une casemate à ciel ouvert, faite à partir de 3 plaques de blindage de 13 mm soudées sur les côtés du bouclier frontal, était montée autour du canon à l'avant du châssis. La partie arrière sur charnières pouvait être retirée pour faciliter le rechargement, les pourvoyeurs étant par contre complètement exposés durant cette opération. 3 servants ainsi qu'une provision de 3 obus hautement explosifs pouvait être embarqués, le reste de l'équipe devant suivre dans une autochenille avec les autres munitions,. Une fois monté, le sIG 33 avait un débattement horizontal possible de 12,5° de chaque côté et une élévation possible de -4° à +75°.
Le canon et son blindage étant trop lourd pour le châssis, les Sturmpanzer I possédaient une mobilité médiocre. De plus, sa silhouette élevée et l'absence de possibilité d'emport de munitions se révélèrent très handicapant au combat.

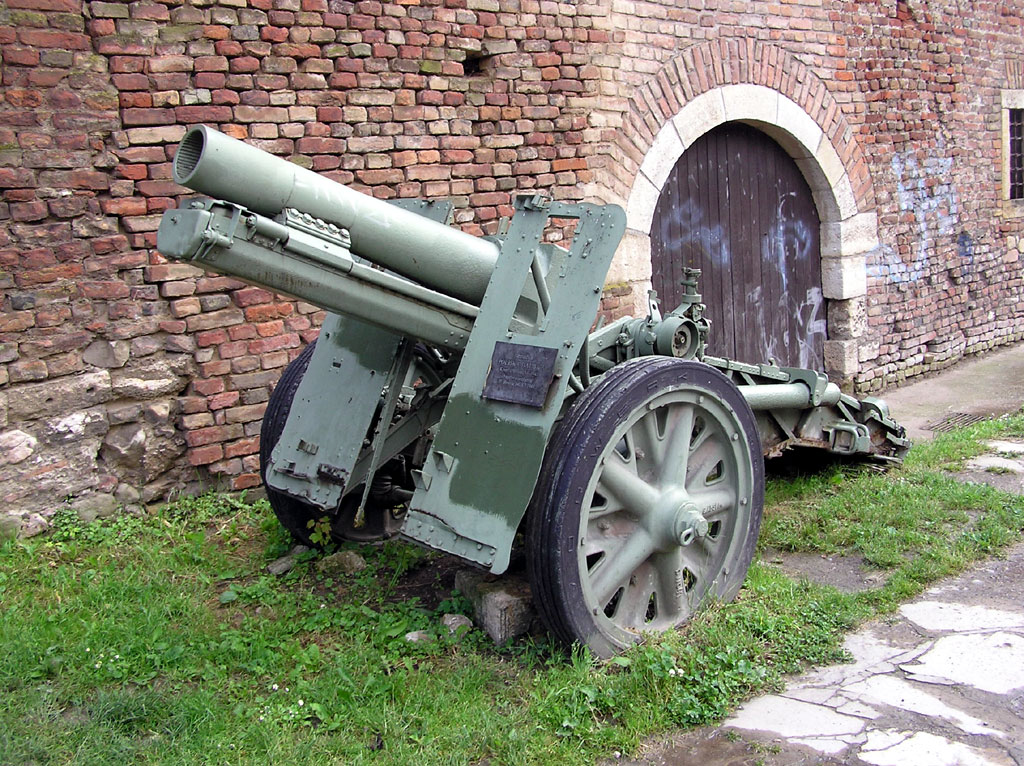
Le canon : Obusier lourd 15-cm sIG 33 exposé au Musée militaire de Belgrade.
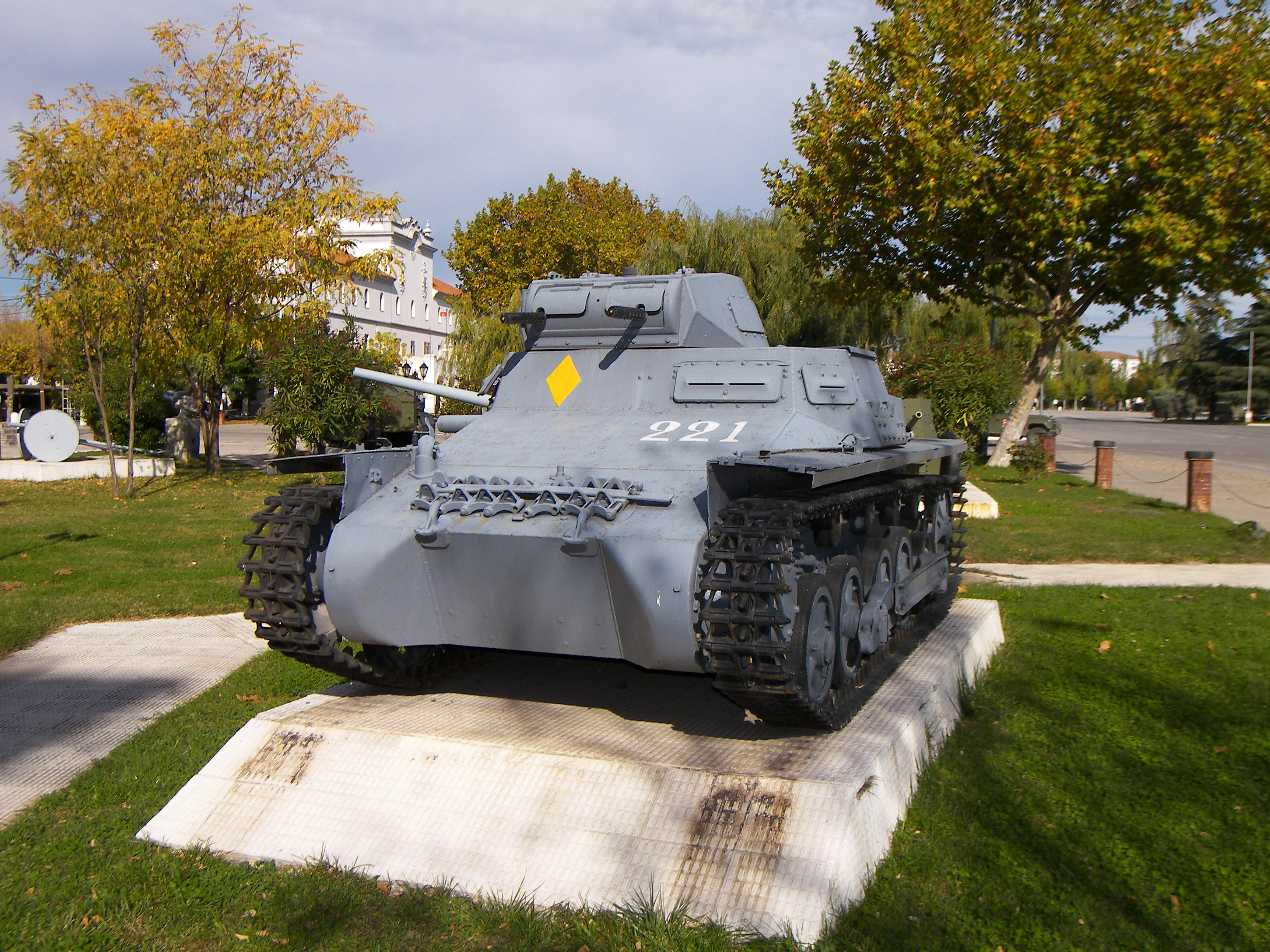
Le châssis : Panzer I Ausf. B exposé au Musée des véhicules blindés d'El Goloso (Espagne).
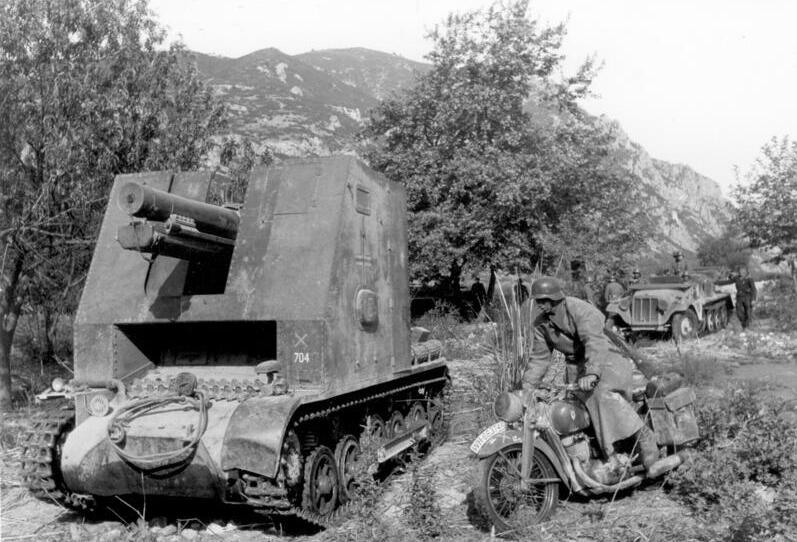
Un sIG 33 auf Panzerkampfwagen I de la sIG(Sf) Kompanie 704 appartenant à la 5e Panzerdivision en Grèce en avril 1941, avec en arrière-plan le semi-chenillé devant transporter ses munitions.

## Engagements
38 exemplaires furent produits en février 1940 par la firme Alkett à Berlin. 36 unités furent organisées en schwere Infanteriegeschütz-Kompanien ou sIG(Sf) Kompanien (compagnies d'obusier d'infanterie lourd) indépendantes de 6 véhicules numérotées 701 à 706 et assignées aux 1re, 2e, 5e, 7e, 9e et 10e Panzerdivisions. Ces unités servirent lors de la bataille de France, de l'opération Barbarossa ainsi que l'opération fall blau, la marche des allemands vers le Caucase. La 705e compagnie de la 7e Panzer-Division et la 706 de la 10e furent détruites durant cette dernière opération.
Parmi les sIG(Sf) Kompanien restantes, seule la 701 participa à l'ouverture de l'opération Fall Blau sur le front de l'Est en 1942, bien qu'elle ait été transférée avec sa division (9e) à la Heeresgruppe Mitte (groupe d'armées Centre) durant l'été de cette même année. Les derniers exemplaires appartenant à la 704e sIG(Sf) Kompanie de la 5e Panzerdivision combattirent sur le front soviétique jusqu'à mi-1943 et servirent lors de l'opération Citadelle avant d'être remplacés.
La conclusion de leur engagement fut mitigée mais les ingénieurs allemands en tirèrent les leçons avant de produire le formidable StuG

## Médias

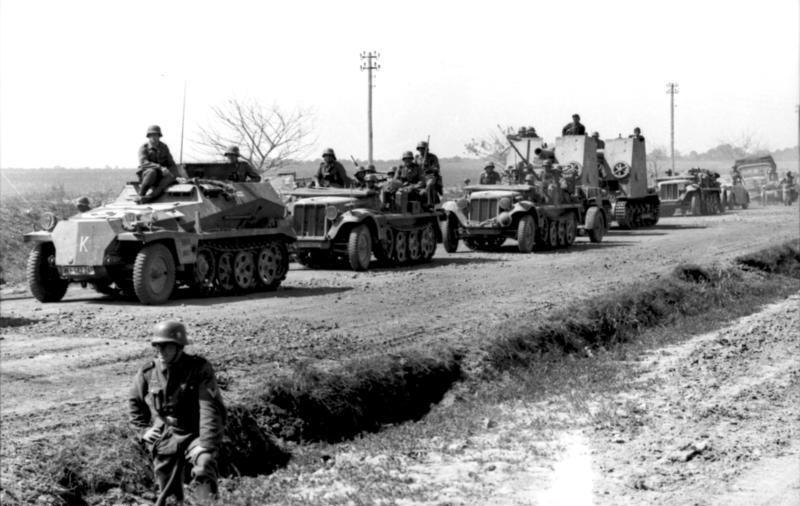
Film d'époque montrant un 15-cm sIG 33 (Sf) auf Panzerkampfwagen I Ausf B de la 7e Panzerdivision en action lors de la bataille de Hangest-sur-Somme (France, 5 juin 1940).
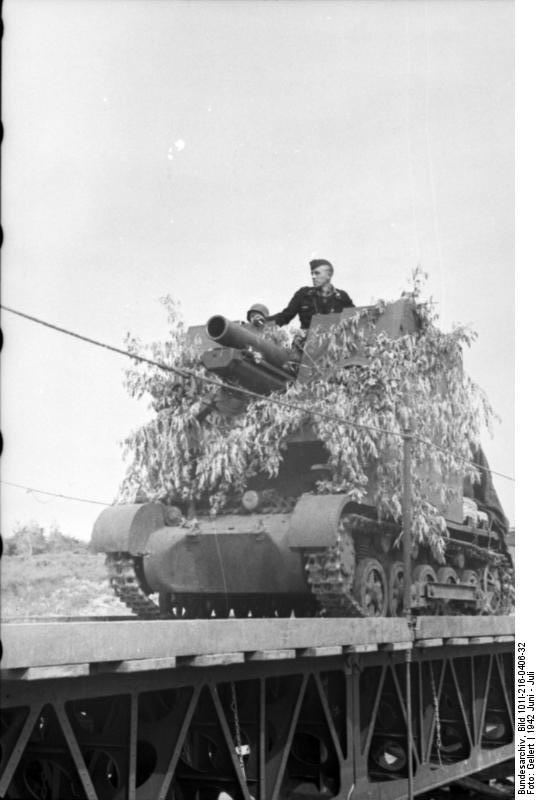
Colonne de blindés (Sd kfz 250, Zugkraftwagen, et 15-cm sIG 33 (Sf) auf Panzerkampfwagen I Ausf B) en marche contre l'URSS en juin 1941.
- 15-cm sIG 33 (Sf) auf Panzerkampfwagen I Ausf B camouflé passant un pont en URSS (juin 1942)